# Edward O’Dea
Edward John O’Dea (ur. 23 listopada 1856 w Dorchester, Massachusetts, zm. 25 grudnia 1932 w Seattle, Waszyngton) – amerykański duchowny katolicki, biskup Nesqually (od roku 1907 Seattle) w latach 1896–1932.

## Życiorys
Jego rodzina przeniosła się do Oregonu w roku 1866 (kalifornijska gorączka złota). Do kapłaństwa przygotowywał się w Montrealu w Kanadzie. Tam też otrzymał święcenia kapłańskie z rąk miejscowego ordynariusza. Pracował duszpastersko jako kapłan archidiecezji Oregon City.
13 czerwca 1896 otrzymał nominację na biskupa wakującej od pół roku diecezji Nesqually. Za jego długiej kadencji siedzibę diecezji przeniesiono do Seattle i wybudowano tam katedrę św. Jakuba. W roku 1930 otwarte zostało seminarium diecezjalne św. Edwarda w Kenmore (funkcjonujące w latach 1930–1976). Zmarł w Boże Narodzenie roku 1932 i pochowany został w miejscowej katedrze.